# Festival de la Canción de Eurovisión Junior 2023
El XXI Festival de la Canción de Eurovisión Junior fue la vigesimoprimera edición del Festival de la Canción de Eurovisión Junior. Se llevó a cabo el 26 de noviembre del 2023 en la ciudad de Niza, situada al sur de Francia, tras la victoria de Lissandro con su canción «Oh Maman !» con un total de 203 puntos en la edición de 2022. Este fue el segundo certamen realizado por France Télévisions después del Festival de la Canción de Eurovisión Junior 2021, que se llevó a cabo en La Seine Musicale, en la capital francesa, tras la victoria en la anterior edición de Valentina Tronel con la canción «J'Imagine» con un total de 200 puntos.

## Países participantes
De los 16 países fundadores, en esta edición participaron seis de ellos: España, Macedonia del Norte, Malta, Países Bajos, Polonia y Reino Unido.

### Canciones y selección
| País y TV               | Título original de la canción | Artista                                        | Proceso y fecha de selección                                                                   |
| País y TV               | Traducción al español         | Idiomas                                        | Proceso y fecha de selección                                                                   |
| ----------------------- | ----------------------------- | ---------------------------------------------- | ---------------------------------------------------------------------------------------------- |
| Albania RTSH            | «Bota Ime»                    | Viola Gjyzeli                                  | Junior Fest 2023, 22-09-2023                                                                   |
| Albania RTSH            | «Mi mundo»                    | Albanés                                        | Junior Fest 2023, 22-09-2023                                                                   |
| Alemania ARD/ZDF        | «Ohne Worte»                  | Fia                                            | Final online, 18-09-2023 (Presentación de la versión final, 13-10-2023)                        |
| Alemania ARD/ZDF        | «Sin palabras»                | Alemán y lengua de señas alemana               | Final online, 18-09-2023 (Presentación de la versión final, 13-10-2023)                        |
| Armenia AMPTV           | «Do It My Way»                | Yan Girls                                      | Elección interna, 25-10-2023                                                                   |
| Armenia AMPTV           | «Hacerlo a mi manera»         | Armenio e inglés                               | Elección interna, 25-10-2023                                                                   |
| España RTVE             | «Loviu»                       | Sandra Valero                                  | Casting de RTVE España, 07-07-2023 (Presentación de la canción, 03-10-2023)                    |
| España RTVE             | «Te quiero»                   | Español, francés, inglés, italiano y portugués | Casting de RTVE España, 07-07-2023 (Presentación de la canción, 03-10-2023)                    |
| Estonia ERR             | «Hoiame Kokku»                | Arhanna                                        | Elección interna, 29-08-2023 (Presentación de la canción, 16-10-2023)                          |
| Estonia ERR             | «Permanecer juntos»           | Estonio e inglés                               | Elección interna, 29-08-2023 (Presentación de la canción, 16-10-2023)                          |
| Francia FTV             | «Cœur»                        | Zoé Clauzure                                   | Elección interna, 27-09-2023                                                                   |
| Francia FTV             | «Corazón»                     | Francés                                        | Elección interna, 27-09-2023                                                                   |
| Georgia GPB             | «Over The Sky»                | Anastasia & Ranina                             | Ranina 2023, 10-06-2023 (Presentación de la canción, 15-10-2023)                               |
| Georgia GPB             | «Sobre el cielo»              | Georgiano e inglés                             | Ranina 2023, 10-06-2023 (Presentación de la canción, 15-10-2023)                               |
| Irlanda TG4             | «Aisling»                     | Jessica McKean                                 | Junior Eurovision Éire 2023, 08-10-2023 (Presentación de la canción, 27-10-2023)               |
| Irlanda TG4             | «Sueño»                       | Irlandés                                       | Junior Eurovision Éire 2023, 08-10-2023 (Presentación de la canción, 27-10-2023)               |
| Italia RAI              | «Un Mondo Giusto»             | Melissa & Ranya                                | Elección interna, 04-10-2023 (Presentación de la canción, 12-10-2023)                          |
| Italia RAI              | «Un mundo justo»              | Italiano e inglés                              | Elección interna, 04-10-2023 (Presentación de la canción, 12-10-2023)                          |
| Macedonia del Norte MRT | «Kaži Mi, Kaži Mi Koj»        | Tamara Grujevska                               | Elección interna, 15-05-2023 (Presentación de la canción, 16-10-2023)                          |
| Macedonia del Norte MRT | «Dime, dime quién»            | Macedonio e inglés                             | Elección interna, 15-05-2023 (Presentación de la canción, 16-10-2023)                          |
| Malta PBS               | «Stronger»                    | Yulan Law                                      | Malta Junior Eurovision Song Contest 2023, 12-08-2023 (Presentación de la canción, 16-10-2023) |
| Malta PBS               | «Más fuerte»                  | Inglés                                         | Malta Junior Eurovision Song Contest 2023, 12-08-2023 (Presentación de la canción, 16-10-2023) |
| Países Bajos AVROTROS   | «Holding On To You»           | Sep & Jasmijn                                  | Junior Songfestival 2023, 23-09-2023                                                           |
| Países Bajos AVROTROS   | «Aferrándome a ti»            | Neerlandés e inglés                            | Junior Songfestival 2023, 23-09-2023                                                           |
| Polonia TVP             | «I Just Need A Friend»        | Maja Krzyżewska                                | Szansa na sukces, 24-09-2023 (Presentación de la versión final, 19-10-2023)                    |
| Polonia TVP             | «Solamente necesito un amigo» | Polaco e inglés                                | Szansa na sukces, 24-09-2023 (Presentación de la versión final, 19-10-2023)                    |
| Portugal RTP            | «Where I Belong»              | Júlia Machado                                  | The Voice Kids Portugal, 25-06-2023 (Presentación de la canción, 09-10-2023)                   |
| Portugal RTP            | «A donde pertenezco»          | Portugués e inglés                             | The Voice Kids Portugal, 25-06-2023 (Presentación de la canción, 09-10-2023)                   |
| Reino Unido BBC         | «Back To Life»                | Stand Uniqu3                                   | Elección interna, 19-10-2023                                                                   |
| Reino Unido BBC         | «De vuelta a la vida»         | Inglés                                         | Elección interna, 19-10-2023                                                                   |
| Ucrania UA:PBC          | «Kvitka»                      | Anastasia Dymyd                                | Final nacional, 01-10-2023 (Presentación de la versión final, 16-10-2023)                      |
| Ucrania UA:PBC          | «Flor»                        | Ucraniano e inglés                             | Final nacional, 01-10-2023 (Presentación de la versión final, 16-10-2023)                      |

#### Artistas que regresan
- Sophie Lennon fue la representante irlandesa el año pasado. Para esta edición, fue corista de Jessica McKean.

## Festival

### Orden de actuación
| N.º | País                | Artista(s)         | Canción                | Lugar | Puntos |
| --- | ------------------- | ------------------ | ---------------------- | ----- | ------ |
| 01  | España              | Sandra Valero      | «Loviu»                | 2     | 201    |
| 02  | Malta               | Yulan Law          | «Stronger»             | 10    | 94     |
| 03  | Ucrania             | Anastasia Dymyd    | «Kvitka»               | 5     | 128    |
| 04  | Irlanda             | Jessica McKean     | «Aisling»              | 16    | 42     |
| 05  | Reino Unido         | Stand Uniqu3       | «Back To Life»         | 4     | 160    |
| 06  | Macedonia del Norte | Tamara Grujevska   | «Kaži Mi, Kaži Mi Koj» | 12    | 76     |
| 07  | Estonia             | Arhanna            | «Hoiame Kokku»         | 15    | 49     |
| 08  | Armenia             | Yan Girls          | «Do It My Way»         | 3     | 180    |
| 09  | Polonia             | Maja Krzyżewska    | «I Just Need A Friend» | 6     | 124    |
| 10  | Georgia             | Anastasia & Ranina | «Over The Sky»         | 14    | 74     |
| 11  | Portugal            | Júlia Machado      | «Where I Belong»       | 13    | 75     |
| 12  | Francia             | Zoé Clauzure       | «Cœur»                 | 1     | 228    |
| 13  | Albania             | Viola Gjyzeli      | «Bota Ime»             | 8     | 115    |
| 14  | Italia              | Melissa & Ranya    | «Un Mondo Giusto»      | 11    | 81     |
| 15  | Alemania            | Fia                | «Ohne Worte»           | 9     | 107    |
| 16  | Países Bajos        | Sep & Jasmijn      | «Holding On To You»    | 7     | 122    |

     Ganador/a.     2ª posición.     3ª posición.     Última posición.
Portavoces
- España - Juan Diego Álvarez: Bailarín de España en las ediciones 2021, 2022 y 2023.
- Francia - Enzo: Representó a Francia en el festival de Eurovisión Junior 2021.
- Georgia - Mariam Bigvava: Representó a Georgia en el festival de Eurovisión Junior 2022.
- Malta - Gaia Gambuzza: Representó a Malta en el festival de Eurovisión Junior 2022.
- Países Bajos - Luna: Representó a Países Bajos en el festival de Eurovisión Junior 2022.
- Polonia - Gabrysia Wojciechowicz
- Ucrania - Zlata Dziunka: Representó a Ucrania en el festival de Eurovisión Junior 2022.

### Tabla de puntuaciones de la votación del jurado
|               |                     | Votantes         |                    |                    |                         |                                |                    |                    |                    |                    |                     |                    |                    |                   |                     |                             |    |    |
| Total         | Bandera de España   | Bandera de Malta | Bandera de Ucrania | Bandera de Irlanda | Bandera del Reino Unido | Bandera de Macedonia del Norte | Bandera de Estonia | Bandera de Armenia | Bandera de Polonia | Bandera de Georgia | Bandera de Portugal | Bandera de Francia | Bandera de Albania | Bandera de Italia | Bandera de Alemania | Bandera de los Países Bajos |    |    |
| Participantes | España              | 115              |                    | 6                  | 5                       |                                | 8                  | 10                 | 12                 | 6                  | 2                   | 12                 |                    | 12                | 10                  | 12                          | 10 | 10 |
| Participantes | Malta               | 51               |                    |                    | 3                       |                                | 4                  |                    |                    | 12                 | 3                   |                    | 7                  | 10                | 4                   | 6                           | 2  |    |
| Participantes | Ucrania             | 45               | 1                  |                    |                         | 3                              | 1                  | 3                  | 4                  |                    | 5                   | 6                  |                    |                   | 8                   | 2                           | 7  | 5  |
| Participantes | Irlanda             | 8                |                    |                    |                         |                                |                    |                    |                    |                    |                     | 3                  | 4                  | 1                 |                     |                             |    |    |
| Participantes | Reino Unido         | 102              | 10                 | 10                 | 12                      | 4                              |                    | 7                  | 6                  | 8                  | 8                   |                    | 1                  | 4                 | 12                  | 8                           | 5  | 7  |
| Participantes | Macedonia del Norte | 37               | 2                  | 2                  | 2                       | 1                              |                    |                    |                    | 1                  | 10                  |                    | 6                  | 5                 | 1                   |                             | 4  | 3  |
| Participantes | Estonia             | 6                |                    |                    | 1                       |                                | 2                  | 2                  |                    |                    |                     | 1                  |                    |                   |                     |                             |    |    |
| Participantes | Armenia             | 116              | 3                  | 12                 | 10                      | 2                              | 12                 | 12                 | 8                  |                    | 7                   | 10                 | 2                  | 7                 | 6                   | 5                           | 12 | 8  |
| Participantes | Polonia             | 69               | 8                  | 4                  | 7                       | 10                             | 10                 |                    | 2                  | 5                  |                     |                    | 8                  |                   | 3                   |                             | 6  | 6  |
| Participantes | Georgia             | 21               | 5                  |                    |                         |                                | 3                  |                    |                    | 4                  |                     |                    | 5                  |                   |                     | 3                           | 1  |    |
| Participantes | Portugal            | 30               | 7                  | 5                  |                         | 6                              |                    |                    | 1                  |                    | 1                   | 2                  |                    | 6                 |                     |                             |    | 2  |
| Participantes | Francia             | 136              | 12                 | 8                  | 6                       | 12                             | 6                  | 8                  | 10                 | 10                 | 12                  | 5                  | 10                 |                   | 7                   | 10                          | 8  | 12 |
| Participantes | Albania             | 70               |                    |                    | 8                       | 7                              | 7                  | 5                  | 5                  | 7                  | 4                   | 4                  | 12                 | 3                 |                     | 7                           |    | 1  |
| Participantes | Italia              | 37               | 6                  | 3                  |                         | 5                              |                    | 1                  | 3                  |                    |                     | 8                  | 3                  | 8                 |                     |                             |    |    |
| Participantes | Alemania            | 33               |                    | 1                  | 4                       |                                |                    | 4                  | 7                  | 3                  |                     | 7                  |                    |                   | 2                   | 1                           |    | 4  |
| Participantes | Países Bajos        | 52               | 4                  | 7                  |                         | 8                              | 5                  | 6                  |                    | 2                  | 6                   |                    |                    | 2                 | 5                   | 4                           | 3  |    |

#### Máximas puntuaciones
| N° | A           | De                                                |
| -- | ----------- | ------------------------------------------------- |
| 4  | Francia     | Irlanda, Países Bajos, Polonia, España            |
| 4  | España      | Estonia, Francia, Georgia, Italia                 |
| 4  | Armenia     | Alemania, Malta, Macedonia del Norte, Reino Unido |
| 2  | Reino Unido | Albania, Ucrania                                  |
| 1  | Albania     | Portugal                                          |
| 1  | Malta       | Armenia                                           |

### Despliegue de votaciones
| Pos. | Jurado              | Puntos |
| ---- | ------------------- | ------ |
| 1    | Francia             | 136    |
| 2    | Armenia             | 116    |
| 3    | España              | 115    |
| 4    | Reino Unido         | 102    |
| 5    | Albania             | 70     |
| 6    | Polonia             | 69     |
| 7    | Países Bajos        | 52     |
| 8    | Malta               | 51     |
| 9    | Ucrania             | 45     |
| 10   | Macedonia del Norte | 37     |
| 11   | Italia              | 37     |
| 12   | Alemania            | 33     |
| 13   | Portugal            | 30     |
| 14   | Georgia             | 21     |
| 15   | Irlanda             | 8      |
| 16   | Estonia             | 6      |

| Pos. | Votación en línea   | Puntos |
| ---- | ------------------- | ------ |
| 1    | Francia             | 92     |
| 2    | España              | 86     |
| 3    | Ucrania             | 83     |
| 4    | Alemania            | 74     |
| 5    | Países Bajos        | 70     |
| 6    | Armenia             | 64     |
| 7    | Reino Unido         | 58     |
| 8    | Polonia             | 55     |
| 9    | Georgia             | 53     |
| 10   | Albania             | 45     |
| 10   | Portugal            | 45     |
| 12   | Italia              | 44     |
| 13   | Estonia             | 43     |
| 13   | Malta               | 43     |
| 15   | Macedonia del Norte | 39     |
| 16   | Irlanda             | 34     |

## Transmisiones
| País                | Emisora            | Canal(es)                           | Comentarista(s)                      | Ref(s)               |
| ------------------- | ------------------ | ----------------------------------- | ------------------------------------ | -------------------- |
| Albania             | RTSH               | RTSH 1, RTSH Muzikë, Radio Tirana   | Andri Xhahu                          | [ 23 ] [ 24 ] [ 25 ] |
| Alemania            | ARD/NDR            | KiKA                                | Consi                                | [ 26 ]               |
| Armenia             | AMPTV              | 1TV                                 | Hamlet Arakelyan y Hrachuhi Utmazyan | [ 27 ]               |
| España              | RTVE               | La 1, TVE Internacional, TVE 4K     | Julia Varela y Tony Aguilar          | [ 28 ] [ 29 ]        |
| Estonia             | ERR                | ETV2                                | Marko Reikop                         | [ 30 ]               |
| Estonia             | ERR                | ETV+                                | Aleksandr Hobotov y Julia Kalenda    | [ 31 ]               |
| Francia             | France Télévisions | France 2                            | Stéphane Bern y Carla Lazzari        | [ 32 ] [ 33 ]        |
| Georgia             | GPB                | 1TV                                 | Nikoloz Lobiladze                    | [ 34 ] [ 35 ]        |
| Irlanda             | TG4                | TG4                                 | Sinéad Ní Uallacháin                 | [ 36 ]               |
| Italia              | RAI                | Rai 1                               | Mario Acampa                         | [ 37 ] [ 38 ] [ 39 ] |
| Malta               | PBS                | TVM                                 | Sin comentaristas                    | [ 40 ]               |
| Macedonia del Norte | MRT                | MRT 1                               | Eli Tanaskovska                      | [ 41 ]               |
| Países Bajos        | NPO/AVROTROS       | NPO Zapp via NPO 3                  | Bart Arens y Matheu Hinzen           | [ 42 ] [ 43 ]        |
| Polonia             | TVP                | TVP1, TVP Polonia, TVP ABC          | Aleksander Sikora                    | [ 44 ] [ 45 ]        |
| Portugal            | RTP                | RTP1, RTP Internacional, RTP África | Nuno Galopim e Iolanda Ferreira      | [ 46 ] [ 47 ]        |
| Reino Unido         | BBC                | BBC Two, CBBC                       | Lauren Layfield y Hrvy               | [ 48 ] [ 49 ]        |
| Ucrania             | UA:PBC             | Suspilne Kultura                    | Timur Miroshnychenko                 | [ 50 ] [ 51 ]        |

| País       | Emisora       | Canal(es)      | Comentarista(s)                  | Ref(s)               |
| ---------- | ------------- | -------------- | -------------------------------- | -------------------- |
| Kazajistán | Khabar Agency | Khabar TV      | Yerdana Yerzhanuly y Dinara Sadu | [ 52 ] [ 53 ]        |
| Lituania   | LRT           | LRT televizija | Ramūnas Zilnys                   | [ 54 ] [ 55 ] [ 56 ] |

## Otros países
- Australia: Anunció el 28 de junio de 2023 que no volvería a participar. Australia participó por última vez en 2019.

- Azerbaiyán: Anunció el 5 de agosto de 2023 que no volvería en esta edición tras arduas negociaciones para volver. Azerbaiyán participó por última vez en 2021.

- Bélgica: Anunció que no volvería en esta edición. Bélgica participó por última vez en 2012.

- Bielorrusia: El pasado 28 de mayo de 2021, la televisión bielorrusa fue expulsada de la UER de manera temporal. Bielorrusia participó por última vez en 2020.

- Bulgaria: Anunció el 10 de enero de 2023 que en esta edición no volvería. Bulgaria participó por última vez en 2021

- Chipre: Anunció el 24 de mayo de 2023 que no regresaría debido razones económicas. Chipre participó por última vez en 2017.

- Croacia: No apareció en la lista de participantes revelada el 29 de agosto de 2023. Croacia participó por última vez en 2014.

- Dinamarca: Anunció el 25 de mayo de 2023 que no regresaría. Dinamarca participó por última vez en 2005.

- Eslovenia: Tras arduas negociaciones para volver al festival, el 22 de junio de 2023, Eslovenia anunció que no participaría. Eslovenia participó por última vez en 2015.

- Eslovaquia: Anunció el 30 de diciembre de 2022 que no debutaría en esta edición debido a razones económicas.

- Finlandia: Anunció el 3 de mayo de 2023 que no debutaría en esta edición. Sin embargo, una delegación de la YLE visitó el certamen, lo que podría abrir la puerta a su debut en un futuro. Finlandia emitió las dos primeras ediciones del festival (2003 y 2004).

- Gales: Anunció por Twitter que no regresaría en esta edición. Esto fue debido a que Reino Unido participa en el festival. Gales participó por última vez en 2019.

- Grecia: Tras negociar con la ERT para que Grecia volviese a Eurovisión Junior, el 21 de agosto de 2023 confirmó que no volvería en esta edición. Grecia participó por última vez en 2008.

- Islandia: RÚV, la televisión de Islandia, envió un equipo a París en 2021 para vivir la experiencia. Esto podría ser una señal a un posible debut en futuras ediciones.

- Israel: Anunció el 8 de agosto de 2023 que no volvería en esta edición. Israel participó por última vez en 2018.

- Kazajistán: Anunció el 6 de junio de 2023 que se retiraría del festival por problemas políticos.

- Letonia: Anunció el 2 de febrero de 2023 que no volvería debido a razones económicas. Letonia participó por última vez en 2011.

- Lituania: Anunció el 28 de mayo que no volvería en esta edición, pero sí que afirmó que la emitiría. Lituania participó por última vez en 2011.

- Moldavia: Anunció el 28 de marzo de 2023 que no regresaría en esta edición. Sin embargo, no descartó volver en próximas ediciones. Moldavia participó por última vez en 2013.

- Montenegro: Anunció el 1 de marzo que no volvería en esta edición. Montenegro participó por última vez en 2015.

- Noruega: Anunció el 18 de enero de 2023 que no volvería a participar en ninguna futura edición porque el jefe general dijo que: "es mucho estrés para los niños". Noruega participó por última en 2005.

- Rumanía: Anunció el 18 de abril que no volvería en esta edición debido a causas económicas. Rumanía participó por última vez en 2009.

- Rusia: Anunció el 25 de febrero de 2022 que no podía participar a causa de que la UER le había expulsado debido a la guerra contra Ucrania. Rusia participó por última vez en 2021.

- San Marino: No apareció en la lista de participantes revelada el 29 de agosto de 2023. San Marino participó por última vez en 2015.

- Serbia: Anunció el 1 de agosto que se retiraría del festival por causas económicas. Serbia participó por última vez en 2022.

- Suecia: Anunció el 17 de mayo que no volvería en esta edición. Suecia participó por última vez en 2014.

- Suiza: Anunció el 11 de diciembre de 2022 que no volvería a esta edición. Suiza participó únicamente en 2004.

## Curiosidades
- Esta es la primera edición en la cual todos los países del Big 5 (Alemania, España, Francia, Italia y Reino Unido) participan en conjunto en el festival júnior.
- Estonia, país debutante en 2023, es el país báltico que faltaba por hacerlo en este festival, ya que Letonia y Lituania habían participado en ediciones anteriores. De este modo, también es la primera edición en la cual se utiliza el idioma estonio en Eurovisión Junior.
- Inicialmente, la georgiana Anastasia Vasadze había sido seleccionada como solista en el talent show Ranina de este año. Pero finalmente, se le sumaron dos chicos finalistas de la edición del año anterior (Nikoloz Kharati y Oto Bazerashvili), siendo este el primer grupo en representar a Georgia desde 2015.
- La albanesa Viola Gjyzeli ya había intentado representar a su país en la preselección de 2021.
- Este año, Alemania lleva una canción con una frase en español, que es la traducción del título original, Sin palabras.
- Es la primera vez en la historia del festival, que una canción es interpretada en Lengua de Signos, en este caso por Fia Marielin (representante de Alemania).
- Tras haber copresentado en 2021 en París, Olivier Minne es el cuarto presentador de la historia del festival en repetir como presentador por segunda vez, después de Kim-Lian (Países Bajos 2007 y 2012), Timur Miroshnychenko (Ucrania 2009 y 2013) e Ida Nowakowska (Polonia 2019 y 2020).
- Yulan Law había intentado representar a Malta en 2019, en 2020 (en esa ocasión junto al representante de 2017, Gianluca Cilia) y en 2021.
- Es la primera vez que Reino Unido y Armenia llevan bandas de chicas a Eurovisión Junior: un trío y un quinteto, respectivamente.
- Es la primera vez en la historia del festival en que no participa ningún solista masculino.
- En el vídeo musical de Irlanda, aparece Sophie Lennon, representante irlandesa del año pasado, siendo además, una de los compositores del tema de este año. Igualmente, apareció en el escenario de Eurovisión Junior 2023 como corista.
- En esta edición, hay dos participantes de nombre Anastasia: Anastasia Vasadze (Georgia, junto a Nikoloz y Oto) y Anastasia Dymyd (Ucrania), así como otras dos llamadas Sandra: Sandra Valero (España) y Arhanna Sandra Arbma (Estonia).
- Es la primera vez que España actúa en primera posición.
- Es la segunda vez que un país gana dos veces seguidas.
- En 2003 y en 2005, España también obtuvo un segundo puesto.
- Es la primera vez que Irlanda queda en última posición.
- Es la primera vez que Georgia queda entre los 3 últimos países.
- Es la primera vez que un país queda entre los 3 primeros tras abrir la gala.
- Es la novena vez que Macedonia del Norte queda en el puesto 12.
- Francia empata a Georgia como el país que más veces ha ganado el festival.
- Valentina Tronel (ganadora del JESC 2020), es la única representante del certamen que ha participado en el festival cuatro veces consecutivas. En 2020, como ganadora. En 2021, cómo presentadora de la apertura del festival, actuación de la canción ganadora del año pasado y entrega del trofeo a Maléna Fox. En 2022, acudió a Yerevan (Armenia) por los 20 años del certamen musical para interpretar su J'imagine. Finalmente en 2023, al celebrarse el festival en Francia, actuó junto a los anteriores representantes franceses en la ceremonia de apertura y posteriormente, en la gala.
- Es la cuarta vez consecutiva, que J'imagine (canción ganadora del JESC 2020) de Valentina es interpretada en los actos del certamen.